# زاغ درختی خاکستری
زاغ درختی خاکستری(نام علمی: Dendrocitta formosae) نام یک گونه از سرده زاغ‌های درختی دم‌دراز است.